# 무안 충효사
충효사는 대한민국 전라남도 무안군 운남면에 있다. 2009년 4월 16일 무안군의 향토문화유산 제4호로 지정되었다.

## 개요
충효사는 1906년(고종10)에 운남면 주변의 김(金), 기(奇), 정(鄭), 이(李)씨의 4성 6인이 선대의 충효사상을 기리기 위하여 창건되었으며, 김숭조와 임난공신(壬亂功臣)인 충렬공 정기인 등 그 충신과 기응세, 김상경, 정시철, 김필홍, 김성태, 이이주 등 일곱 명의 효자를 배향하고 있다.9인의 단비를 세운 후 1917년과 1921년에 개수하였으며 현재의 건물은 1981년에 사우(祠宇)로 개축(改築)한 것이다. 현재 아홉 분의 단비는 1981년 사우(祠宇)건립 시 매몰되어 현존하지 않으며 사우의 정면 좌측에 1916년에 세워진 충효단비(忠孝壇碑)가 세워져 있다.